# Боковой хребет
Боковой хребет (груз. გვერდითი ქედი; азерб. Yan silsilə) — горный хребет Большого Кавказа, протягивающийся с северной стороны параллельно Главному хребту.
В отличие от Главного Кавказского хребта, Боковой хребет не представляет единой непрерывной цепи гор, а разделён на самостоятельные горные массивы поперечными разломами. Отделён от Главного Кавказского хребта глубоким межгорным понижением — впадиной, проходящей по линии разлома земной коры.
Хребет прослеживается от верховьев Лабы почти до восточного конца горной системы. К Боковому хребту относятся наиболее высокие вершины центральной части Большого Кавказа (Эльбрус — 5642 м; Дыхтау — 5203 м) и большинство главных вершин его восточной половины (Казбек — 5033 м; Тебулосмта — 4493 м и другие).
В западной части сложен осадочными породами палеозоя и триаса, в центральной — верхнепротерозойскими и палеозойскими кристаллическими сланцами и гранитами, в восточной — юрскими глинистыми сланцами. Для гребневой части характерны альпийские формы рельефа.
На массивах Большого хребта высокогорные луга, в центральной части значительное оледенение.